# São Martinho da Serra
São Martinho da Serra là một đô thị thuộc bang Rio Grande do Sul, Brasil. Đô thị này có diện tích 671,853 km², dân số năm 2007 là 3409 người, mật độ 5,07 người/km².